# Kanzen kankaku Dreamer
„Kanzen kankaku Dreamer” (jap. 完全感覚Dreamer) – czwarty singel zespołu ONE OK ROCK, wydany 3 lutego 2010 roku przez wytwórnię Aer-born. Singel osiągnął 9 pozycję w rankingu Oricon i pozostał na liście przez 9 tygodni.

## Lista utworów
| CD  | | | |      |
| Nr  | Tytuł                                                                                               | Słowa                                                                                               | Kompozycja                                                                                          | Czas |
| 1.  | "Kanzen kankaku Dreamer" (jap. 完全感覚Dreamer)                                                     | Taka                                                                                                | Taka                                                                                                |      |
| 2.  | "Hitorigoto Lonelyna" (jap. 独り言ロンリーナ Hitorigoto Ronrīna)                                    | Taka/Toru                                                                                           | Taka/Toru                                                                                           |      |
| 3.  | "Ring Wanderung" (jap. リングワンデルング Ringu wanderungu)                                         | Taka                                                                                                | Taka/Toru                                                                                           |      |
| DVD | | | |      |
| Nr  | Tytuł                                                                                               | Tytuł                                                                                               | Tytuł                                                                                               | Czas |
| 1.  | "CONVINCING"                                                                                        | "CONVINCING"                                                                                        | "CONVINCING"                                                                                        |      |
| 2.  | "Melody Line no shibō-ritsu (jap. Melody Lineの死亡率)                                              | "Melody Line no shibō-ritsu (jap. Melody Lineの死亡率)                                              | "Melody Line no shibō-ritsu (jap. Melody Lineの死亡率)                                              |      |
| 3.  | "Sonzai shōmei" (jap. 存在証明)                                                                     | "Sonzai shōmei" (jap. 存在証明)                                                                     | "Sonzai shōmei" (jap. 存在証明)                                                                     |      |
| 4.  | "Koi no aibō, kokoro no Cupid" (jap. 恋ノアイボウ心ノクピド)                                        | "Koi no aibō, kokoro no Cupid" (jap. 恋ノアイボウ心ノクピド)                                        | "Koi no aibō, kokoro no Cupid" (jap. 恋ノアイボウ心ノクピド)                                        |      |
| 5.  | "Viva Violent Fellow ~Utsukushiki mosshupitto~" (jap. Viva Violent Fellow ～美しきモッシュピット～) | "Viva Violent Fellow ~Utsukushiki mosshupitto~" (jap. Viva Violent Fellow ～美しきモッシュピット～) | "Viva Violent Fellow ~Utsukushiki mosshupitto~" (jap. Viva Violent Fellow ～美しきモッシュピット～) |      |